# 馬斯蘭山
67°11′S 51°14′E / 67.183°S 51.233°E
馬斯蘭山是南極洲的山峰，位於恩德比地，處於比弗冰川東部以南11公里，該山峰根據澳大利亞探險隊拍攝的空中照片被繪入地圖，該山峰現時由南極條約體系管理。